# ニューはまなす
ニューはまなすは、新日本海フェリーが運航していたフェリー。

## 概要
フェリーはまなす 、フェリーしらゆりの代船として、僚船のニューしらゆりとともに石川島播磨重工業相生工場で建造され、1987年3月に新潟～小樽航路に就航した。所要時間を従来から2時間短縮した片道18時間で、年間を通して安定した航海が可能な21.5ノットの計画航海速力とし、機関は燃焼効率の改善とターボシステムの組み合わせにより低燃費化を実現した。
1990年2月には石川島播磨重工業相生工場にてキャビン増設工事を実施、定員を12名増の932名・乗員数を8名増の66名、総トン数を17,393トンとした。
2002年4月、ゆうかりの就航により引退、オリエントフェリーに売却され、ゆうとぴあと改名して、2002年10月より下関～青島航路に週2便で就航した。その後輸送量の減少により2015年12月末で航路休止となり、12月24日青島発の便が最終運航となった。
本船はその後神田造船所川尻工場で係船ののち、2017年にパラオ船籍OPIAとなって日本を離れた。同年インドネシアに売却されRORO PRAYASTIとなりジャカルタ～スラバヤ航路に就航。その後、2018年にインドのアランにて解体された。

## 設備
従来船と比較して旅客設備が強化されており、その後の新日本海フェリーの新造船の基礎となる設計となった。内装はニューはまなすはモダン、ニューしらゆりはクラシックをテーマにしたものとなっていた。またニューメディア時代に即した先端技術も取り入れ衛星放送受信用のテレビアンテナや送出装置、コンピューター制御によるラウンジ演出装置や位置案内システムが導入された。
1990年のキャビン増設工事では2名定員の特等洋室6室の増設、定員4名の乗員室2室増設、スポーツデッキを船橋甲板後方から1層下のA甲板煙突後部に移すなどの改装を施した。

### 船室
- スイートルーム（2名×2室）[2]
- 特等洋室（2名×8室）[2]
- 特等和室（3名×2室）[2]
- 1等洋室（2名×8室、4名×10室、5名×16室）[2]
- 2等寝台（302名）[2]
- 2等（396名）[2]
- ドライバー室（60名）[2]

### 設備
航海船橋甲板
- 特別室
- スポーツルーム
- スポーツデッキ
- ラウンジ「ザ・ポールスター」 - コンピューター制御による照明演出装置「AVCSN」（Audio Video Computer Soft Neon[2]）を組み込んだ[6]。

A甲板
- 1等客室
- 2等和室
- ミーティング室
- レストラン
- グリル
- 1等浴室

B甲板
- 2等和室
- 2等寝台
- ドライバー室
- ロビー
- フォワードサロン
- プレイコーナー
  - 麻雀ルーム
  - ゲームルーム
  - チルドレンルーム
- 2等浴室

## 事故

### 漁船との衝突
1997年6月16日、1時20分ごろ、新潟港の西突堤灯台の西方1.8海里で錨泊中、新潟港へ向かっていた漁船眞能丸に衝突された。衝突により本船は左舷中央部外板に亀裂および凹損を生じ、眞能丸は船首部が圧壊した。事故原因は眞能丸の居眠り航行であった。